# Argyrophorus argenteus
Argyrophorus argenteus es una mariposa de la familia Nymphalidae. Se encuentra en las laderas más bajas de la Cordillera de los Andes en Chile y Argentina.
Tiene una envergadura de 40 mm aproximadamente. Los machos han desarrollado naturalmente una estructura que presenta un color plateado de banda ancha, de ahi su nombre.
Las larvas se alimentan de diferentes gramíneas, incluyendo especies de Stipa.

## Subespecies
- Argyrophorus argenteus argenteus
- Argyrophorus argenteus barrosi
- Argyrophorus argenteus elinoides